# Der Ruf des Kaisers
Der Ruf des Kaisers (Originaltitel chinesisch 夜宴, Pinyin Yèyàn – „Abendbankett“, internationaler Titel englisch The Banquet) ist ein chinesischer Film aus dem Jahr 2006. Regie in dem mit Schauspielern wie Zhang Ziyi und Daniel Wu hochkarätig besetzten Film führte Feng Xiaogang. In China kam der Film am 14. September 2006 in die Kinos, international wurde der Film zuerst auf den internationalen Filmfestspielen von Venedig aufgeführt.
Die Filmmusik wurde von Tan Dun komponiert, einige Stücke wurden vom Pianisten Lang Lang gespielt. Die opulente Ausstattung wurde mit dem Bau einer 180 m langen und 60 m breiten Kulisse des Kaiserpalastes, der größten bisher in China verwendeten Kulisse, gekrönt.

## Handlung
Als Vorlage dient William Shakespeares Stück Hamlet, die Handlung spielt im 10. Jahrhundert zur Zeit der Fünf Dynastien und Zehn Königreiche in China.
Nachdem Kaiser Li seinen Bruder ermorden ließ, übernahm er den Thron und die Witwe seines Bruders, Kaiserin Wan, zur Frau. Sie wird dadurch erneut zur Kaiserin.
Um den Thron dauerhaft zu sichern, muss er den Sohn seines Bruders, den Kronprinzen Wu, umbringen. Dazu schickt er Reiter aus, um seinen Neffen zu töten, der jedoch überlebt das Massaker in einem Kloster.
Kaiserin Wan, die gemeinsam mit Prinz Wu aufwuchs, hat Gefühle für den Prinzen, der jedoch mit Qing Nu verlobt ist. Qing Nus Vater, Marschall am Palast, verliert am Palast jedoch an Einfluss, als sein Sohn als Gouverneur in eine ferne Provinz geschickt wird.
Wan organisiert eine Zeremonie, bei der Prinz Wu als Darsteller auftreten soll. Hierbei tritt er maskiert auf, seine Darbietung zeigt auf die Ermordung seines Vaters durch einen Skorpionstich, die vom neuen Kaiser organisiert wurde. Anschließend kommt es zu einem Duell mit Wachen des Palastes, die jedoch die Holzschwerter gegen echte Schwerter austauschen als der Kaiser, der dem Duell beiwohnt, scheinbar eingeschlafen ist. Nach dieser Darbietung schickt ihn der Kaiser in das Reich der Chitan (Kitan) als Austausch für einen Prinzen der Chitan (Kitan). Auf dem Weg dorthin soll der Prinz umgebracht werden, doch der Sohn des Marschalls kommt ihm zu Hilfe und kann ihn retten.
Zum dramatischen Höhepunkt kommt es während des großen Banketts des Kaisers. Kaiserin Wan will hierbei den Kaiser vergiften, doch der Becher mit dem Gift wird schließlich Qing Nu gereicht, die ein Bühnenstück zu Ehren ihres Verlobten, dem Prinzen Wu, aufführt. Durch das starke Gift verstirbt Qing Nu sehr schnell, der Kaiser erkennt, dass das Gift eigentlich ihm galt. Anschließend begeht er Selbstmord, indem er den Becher austrinkt.
Noch während Prinz Wu um Qing Nu trauert, versucht der Sohn des Marschalls, den Mord zu rächen und Wan zu töten. Dabei greift Prinz Wu in die vergiftete Klinge und stirbt ebenfalls.
In der letzten Einstellung stirbt die Kaiserin durch ein geworfenes Messer, der Täter bleibt jedoch unklar.

## Rezeption
In China selber erreichte der aufwändig produzierte Film nicht die erhoffte Zuschauerzahl, wenngleich er dort mit witzigen Elementen, insbesondere Wortspielen, gespickt war, die bei der Übersetzung ins Englische zum Teil verloren gingen. In den ersten zwei Wochen spielte der Film hundert Millionen Yuán (etwa zehn Millionen Euro) ein.
Dass der Film in der Volksrepublik hinter den Erwartungen zurückblieb, könnte daran liegen, dass Regisseur Feng Xiaogang dafür bekannt sei, „populäre Filme“ (moderne Filmkomödien) zu drehen. Der Ruf des Kaisers sei jedoch auch nach kommerziellen Interessen gedreht worden und richte sich damit an ein anderes Publikum.
Im Ausland bekam der Film ein gemischtes Urteil. Während die Kritik des Hollywood Reporters die hochkarätige Besetzung, die Ausstattung und die Choreografie der Kampfszenen lobt, wird die „Leere“ des Filmes bemängelt, es sei, als ob die „Hauptspeise eines opulenten Banketts“ fehle. Herausgehoben werden die Wushu-Einstellung die mehr „balletartig als brutal“ seien.
Ursprünglich als chinesischer Vorschlag für den Oscar vorgesehen, dann wurde aber Zhang Yimous Film Der Fluch der goldenen Blume ausgewählt. Hongkong bestimmte Der Ruf des Kaisers als seinen Kandidaten für den Oscar für den besten fremdsprachigen Film.